# Uccellagione
L'uccellagione è una pratica di caccia, illegale in Italia dove è dunque considerata una forma di bracconaggio, attuata con l'impiego di dispositivi fissi e finalizzata alla cattura indiscriminata e di massa della selvaggina volatile. La pratica ha origini antiche e nel corso dei tempi si è perfezionata con l'impiego di sistemi sofisticati.

## Tecniche di uccellagione
Roccolo
Sistema per la cattura di uccelli caratterizzato da un impianto arboreo a forma di anello, dentro il quale sono posizionate le reti, e un prato centrale dove si erge una struttura a forma di torre (la rocca, da cui il nome di roccolo), nella quale risiede il roccolatore. Esso, all'arrivo degli uccelli, lancia uno "spauracchio", spingendo gli animali a cercare rifugio fra gli alberi, dove rimangono catturati. Tipico delle zone montane, è ancor oggi in uso soprattutto in Lombardia e in Trentino per rifornire di uccelli da richiamo i cacciatori capannisti.
Bresciana
Detta anche brescianella, consiste in un appostamento fisso composto da un quadrilatero di alberi chiuso da reti. Al centro dell'area si localizzavano gli uccelli da richiamo, ai quali si tagliavano le penne timoniere e remiganti allo scopo di impedirne il volo. Gli uccelli di passo, attirati dai richiami, si calavano all'interno dell'area. L'uccellatore, azionando il meccanismo con una pertica o con una fune, provocava lo sbattimento di una serie di barattoli che, spaventando gli uccelli, li spingeva verso la rete.
Paretaio
È un sistema formato da due reti rettangolari contrapposte e fissate a piccoli pali. Le due reti, azionate a comando, si chiudevano a scatto, imprigionando gli uccelli.
Prodina
È un sistema simile al precedente, anch'esso dotato di chiusura a scatto e formato da due reti stese sul terreno ed eventualmente mimetizzate.
Pania
Detta anche vischio, consiste in una bacchetta di legno tradizionalmente cosparsa di vischio o di un'altra sostanza adesiva, impiegata per catturare piccoli uccelli. Si dispongono presso punti di abbeveraggio oppure in appostamenti fissi con l'impiego dei richiami.
Palmone
Appostamento fisso costituito da un sistema di panie eretto su pertiche con l'impiego di uccelli da richiamo.
Archetto
È una trappola a scatto costituita da un laccio teso e sostenuto da un ramo elastico curvato e mantenuto in tensione. L'azionamento è provocato dalla preda che attiva un meccanismo a leva nel momento in cui becca l'esca, in genere rappresentata da una bacca.
Piagna
Prende il nome dal principale elemento costituente, rappresentato da una lastra di pietra naturale di quelle che si usavano come copertura dei tetti in montagna. La stessa viene tenuta sollevata, in equilibrio precario, da alcuni bastoncini opportunamente allestiti. L'uccello si avvicina all'esca alimentare toccandone uno che gli fa crollare la piagna addosso.

## Normativa italiana
La pratica dell'uccellagione è vietata in tutto il territorio italiano in ottemperanza all'articolo 3 della Legge n. 157 del 1992 (Norme per la protezione della fauna selvatica omeoterma e per il prelievo venatorio):
(Art. 3 - Divieto di uccellagione)
La stessa legge, nell'articolo 4, contempla specifiche deroghe:
(Art. 4 - Cattura temporanea e inanellamento)
Chi esercita l'uccellagione è sanzionato, dall'art. 30 della stessa legge, con l'arresto fino ad un anno o l'ammenda da euro 774 a euro 2.065.
In Italia, tutti gli organi di polizia giudiziaria sono competenti in ordine ai reati legati all'uccellagione, pur se alcuni, risultano per le proprie finalità istituzionali, più impegnati e specializzati nell'antibracconaggio, quali la Polizia provinciale, i Carabinieri forestali e i corpi forestali delle regioni a statuto speciale e delle province autonome.